# Aiguille Blanche de Peuterey
L'Aiguille Blanche de Peuterey (pron. fr. AFI: [eɡɥij blɑ̃ʃ də pøtəʁɛ]; 4.112 m s.l.m.) è una montagna italiana situata nel massiccio del Monte Bianco (Alpi Graie).

## Caratteristiche
È situata nel gruppo del Peuterey sopra l'arête de Peuterey, tra l'Aiguille Noire de Peuterey ed il Grand Pilier d'Angle.
La montagna è composta di tre distinte elevazioni:
- Punta Centrale o Punta Güssfeldt (4.112 m)[2]
- Punta Sud-est o Punta Seymour King (4.107 m)[3], la più importante dal punto di vista orografico ed alpinistico
- Punta Nord-ovest o Punta Jones (4.104 m).

Dal Rifugio Torino e da Punta Helbronner, entrambi facilmente raggiungibili con la Funivia dei Ghiacciai, si ha una superba visione della montagna sul suo versante est che precipita sul Ghiacciaio della Brenva.

## Ascensioni

### Prima ascensione
La prima ascensione della montagna è stata realizzata il 31 luglio 1885 da Émile Rey, Ambros Supersaxo, Alois Andenmatten e H. Seymour King.

## Vie alpinistiche

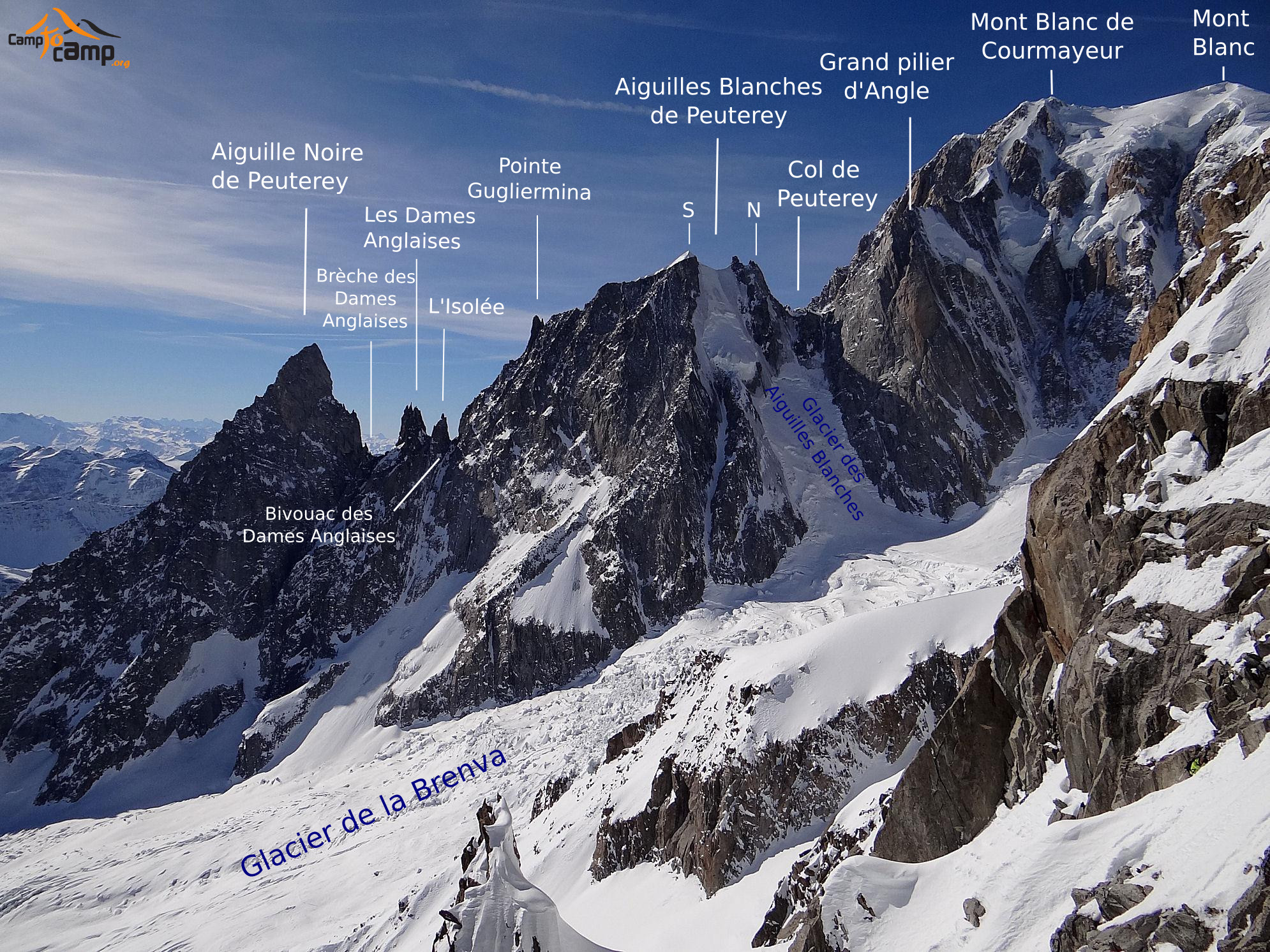
La cresta integrale di Peuterey

### Via normale
La via normale all'Aiguille Blanche de Peuterey è per la cresta sud-est.  Si sale dal Bivacco Piero Craveri. Raggiunta la vetta si scende al Colle del Peuterey e poi si scende per i Rochers Gruber verso il colle dell'Innominata. Viene considerata come la via normale più difficile di tutti i 4.000 delle Alpi.

### Cresta di Peuterey
La montagna si sale generalmente nella traversata della Cresta di Peuterey oppure Cresta Integrale di Peuterey che conduce fino alla vetta del Monte Bianco. Il percorso completo (Cresta Integrale di Peuterey) parte dal Bivacco Lorenzo Borelli - Carlo Pivano (2.325 m) e normalmente viene compiuto in due giorni salendo prima l'Aiguille Noire de Peuterey, poi Les Dames Anglaises, dormendo al Bivacco Piero Craveri, e salendo successivamente l'Aiguille Blanche, il Grand Pilier d'Angle e raggiungendo infine il Monte Bianco. In alternativa si può partire dal Rifugio Monzino (2.590 m), evitando così l'Aiguille Noire de Peuterey. Questa via è superba ma molto difficile; pertanto è riservata ad alpinisti esperti.
La salita della cresta di Peuterey è avvenuta in fasi successive, avendo prima come punto di partenza la Aiguille Blanche (itinerario conosciuto come cresta di Peuterey), fino a comprendere anche l'Aiguille Noire e le Les Dames Anglaises (cresta integrale di Peuterey):
- 14-16 agosto 1893 - Paul Güssfeldt, Émile Rey, Christian Klucker e César Ollier - Partiti da Courmayeur il 14 agosto i quattro alpinisti raggiungono la cima dell'Aiguille Blanche per la parete est il 15 agosto e quindi il Monte Bianco di Courmayeur e il Monte Bianco il 16 agosto.[6]
- 30-31 luglio 1927 - Ludwig Obersteiner e Karl Schreiner - Per la cresta delle Dames Anglaises e dell'Aiguille Blanche.[7][8]
- 28-31 luglio 1934 - Adolf Gottner, Ferdinand Krobath e Ludwig Schmaderer - Per il Mont Noir, l'Aiguille Noire e l'Aiguille Blanche.[9]
- 24-26 luglio 1953 - Richard Hechtel e Günther Kittelmann - Per la cresta sud dell'Aiguille Noire.[10]

### Parete nord
- Via di sinistra (Via Grivel-Chabod) - 4 settembre 1933 - Prima salita di Renato Chabod e Aimè Grivel.[5]
- Via di destra - 6 luglio 1952 - Prima salita di Michel Bastien, M. Coutin, G. Gaudin e Pierre Julien.[11]
- Via Gabarrou-Suzuki - 28 luglio 1975 - Prima salita di Patrick Gabarrou e Masalu Suzuki, versante nord-est.[11]

### Parete est
- Via Güssfeldt-Rey-Klucker-Ollier - 15 agosto 1893 - Prima salita di Paul Güssfeldt, Émile Rey, Christian Klucker e César Ollier,[12] nel corso della prima salita assoluta della Cresta di Peuterey.
- Via De Benedetti-Passino - 14 giugno 1986 - Prima salita di Stefano De Benedetti e Giorgio Passino. De Benedetti ne effettuò anche la discesa in sci mentre Passino dovette rinunciare per la troppa poca neve per due sciatori.[13]

### Parete sud-ovest
- Sperone occidentale alla punta nord-ovest - 16 agosto 1909 - Prima salita di Humphrey Owen Jones con Laurent Croux padre e figlio.[14]
- Via Boccalatte alla punta sud-est - 24 agosto 1936 - Prima salita di Gabriele Boccalatte e Ninì Pietrasanta.[15]
- Sperone centrale sud-ovest - 21-22 agosto 1974 - Patrick Olivet e Dominique Roulin.[16]

## Discese in sci
- Parete nord, via di destra
  - 29 maggio 1977 - Prima discesa di Anselme Baud e Patrick Vallençant
- Parete nord, via di sinistra (Via Grivel-Chabod)
  - 14 settembre 1980 - Prima discesa di Stefano De Benedetti
  - 4 giugno 2010 - Seconda discesa di Francesco Civra Dano e Luca Rolli[17]
- Via De Benedetti-Passino
  - 14 giugno 1984 - Prima discesa di Stefano De Benedetti
  - 23 aprile 2013 - Seconda discesa di Francesco Civra Dano e Luca Rolli in sci e Julien Herry e Davide Capozzi in snowboard[18]

## Galleria d'immagini

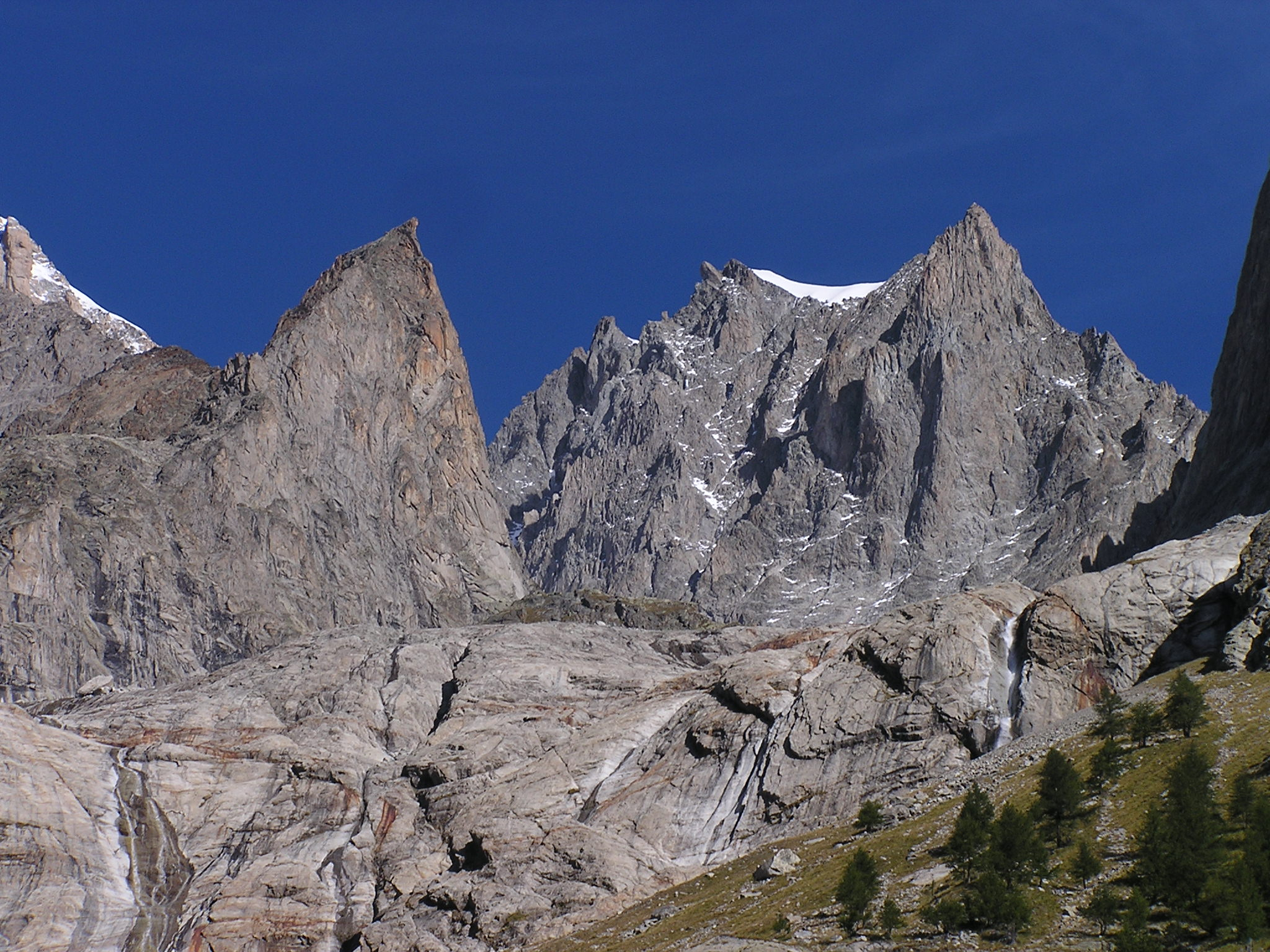
Il versante sud-ovest dell'Aiguille Blanche de Peuterey, delimitato a destra dal pilastro del Picco Gugliermina.
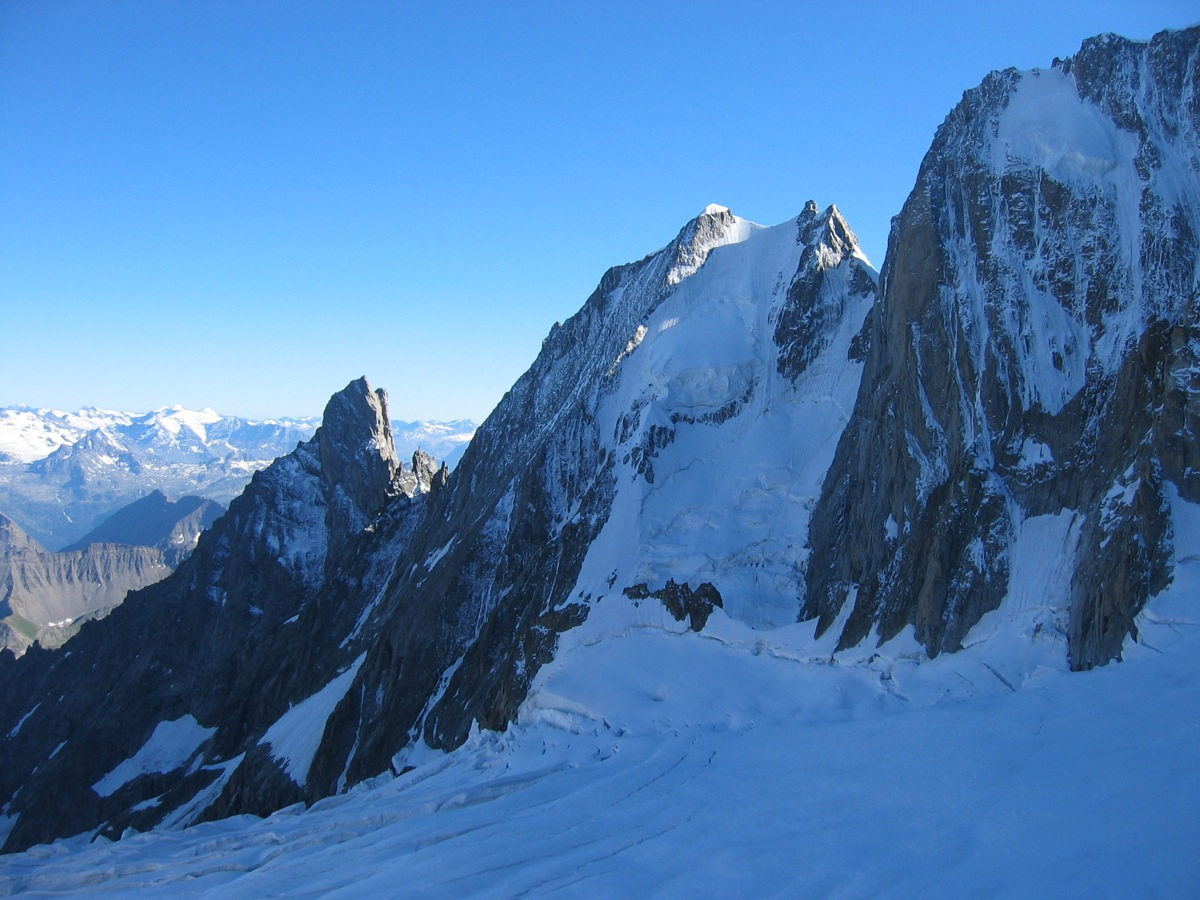
Aiguille Blanche de Peuterey - Parete nord.
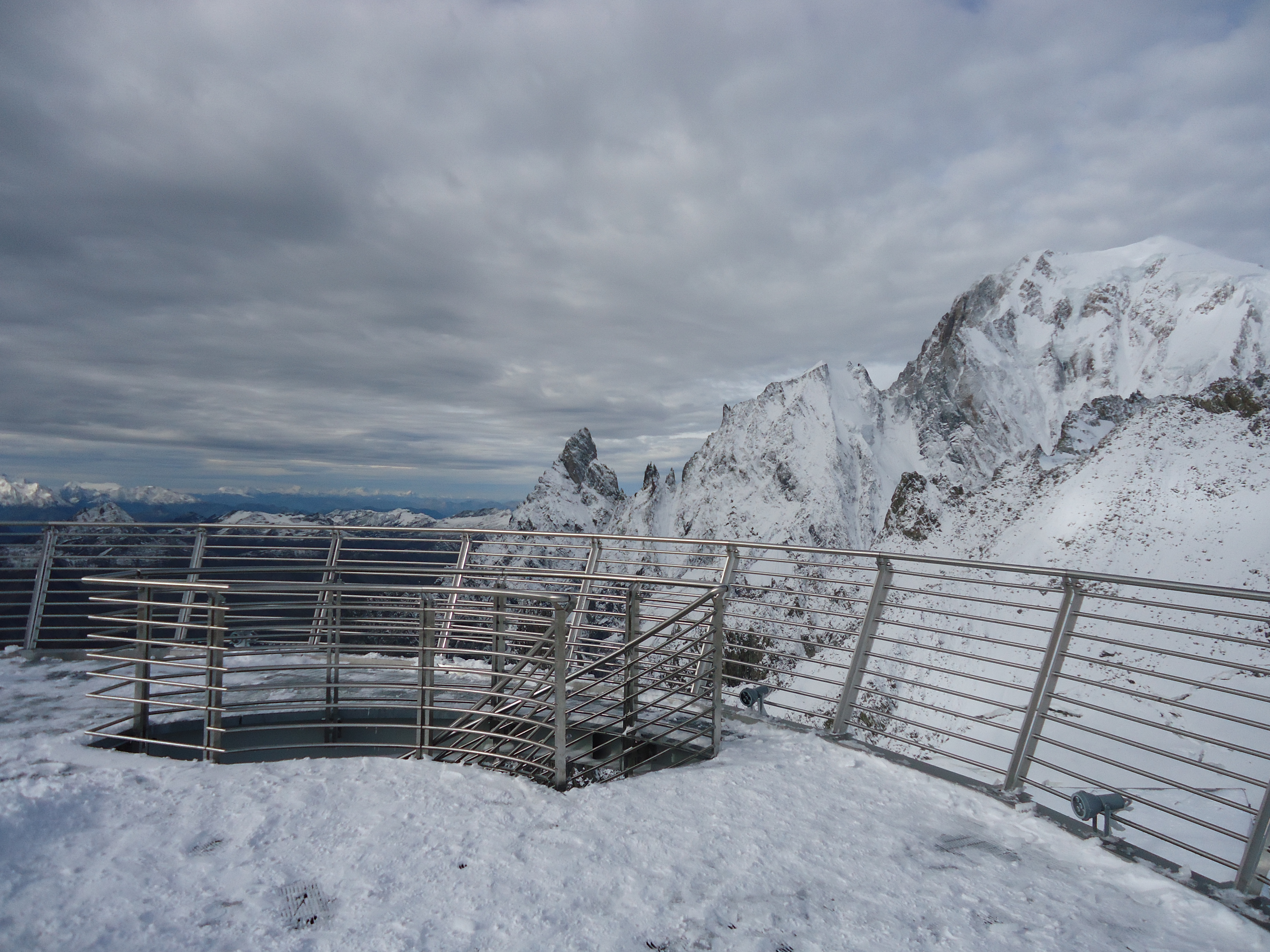
Aiguille blanche de Peuterey da sud-est.